# اندری سوروکین
اندری سوروکین (اوکراینی: Андрій Сорокін؛ زادهٔ ۱ ژانویهٔ ۱۹۹۱) بازیکن فوتبال اهل اوکراین است.